# 羧肽酶A
羧肽酶A通常指胰腺外肽酶，它能水解C端具有芳香族或脂肪族侧链的残基的肽键。目前该领域大多数学者将其称为CPA1，而将另一种相关的胰腺羧肽酶称为CPA2。羧肽酶A₁（CPA1）分子式为：C1579H2373O473N405S5Zn（注：羧肽酶CPA2化学式为：C1522H2313O453N403S9Zn）

## 类型
此外，哺乳动物体内还存在其他4种羧肽酶（CPA-3至CPA-6），均不在胰腺中表达。这些CPA样酶具有多种功能：
- CPA3（又称肥大细胞羧肽酶）参与肥大细胞的蛋白质消化。化学式为[3]：C1636H2502O456N438S13Zn
- CPA4（原称CPA-3，当肥大细胞羧肽酶被命名为CPA-3后重新编号）可能与肿瘤进展相关，但该酶研究尚不充分。化学式为[4]：C1688H2585O562N431S8Zn
- CPA5的功能尚未明确。化学式为[5]：C1588H2393O467N415S9Zn[6]
- CPA6在小鼠发育过程中广泛表达于多种组织，成年后主要分布于脑部等少数组织。CPA6存在于细胞外基质中并具有酶活性。人类CPA-6基因突变与杜安氏综合征（眼球运动异常）相关。近期研究发现CPA6突变还与癫痫相关。CPA6也是降解脑啡肽的多种酶之一。化学式为[7]：C1719H2587O486N453S20Zn[8]

## 功能
CPA-1和CPA-2（推测其他CPA亦如此）利用蛋白质中的锌离子水解C端氨基酸残基的肽键。锌离子缺失会导致酶活性丧失，但可通过补充锌或其他二价金属（如钴、镍）恢复活性。羧肽酶A由胰腺分泌，对人体消化、翻译后修饰、凝血和生殖等关键生理过程至关重要。

## 应用
该蛋白广泛的功能特性使其成为研究其他结构未知的锌蛋白酶的理想模型。近期关于胶原酶、脑啡肽酶和血管紧张素转换酶的生物医学研究均采用羧肽酶A进行抑制剂合成与动力学测试。例如降压药卡托普利的设计正是基于羧肽酶A抑制剂——这两种酶的活性中心都含有锌离子，结构高度相似，使得强效羧肽酶A抑制剂能通过肾素-血管紧张素-醛固酮系统抑制靶酶从而降低血压。

## 结构
羧肽酶A（CPA）的锌离子（Zn2+）以四面体几何构型位于活性中心，周围氨基酸残基通过空间排布促进催化与结合。在307个氨基酸组成的肽链中，以下残基对催化与结合至关重要：Glu-270、Arg-71、Arg-127、Asn-144、Arg-145和Tyr-248。图1展示了锌配合物活性中心及周边关键氨基酸残基的空间构型。
锌离子作为强亲电路易斯酸催化剂，既能稳定配位水分子，又能稳定水解反应中产生的负电中间体。活性中心极性残基通过氢键网络协助这一双重稳定作用。

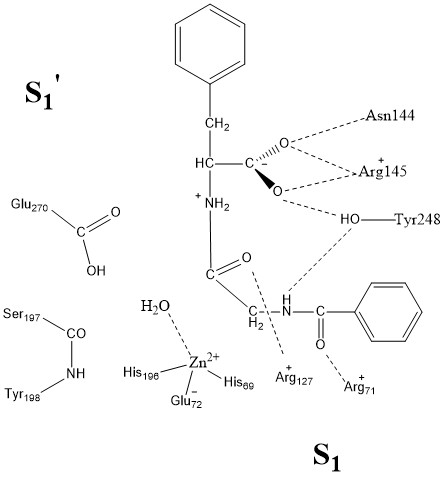
图1. CPA活性中心

活性中心可划分为S1’和S1两个亚位点。S1’是酶的疏水口袋，当底物或抑制剂结合后，Tyr-248的羟基会通过氢键作用"封盖"该口袋（位点）。这种构象变化符合诱导契合模型。
C端羧酸盐通过三重相互作用稳定：
- 与带正电的Arg-145形成盐桥
- 与Tyr-248形成氢键
- 与Asn-144酰胺氮形成氢键

## 作用机制
作为金属外肽酶，羧肽酶A由单条多肽链与锌离子结合构成。X射线晶体学研究揭示了蛋白质上的五个变构位点，这些位点共同决定了酶-配体的特异性结合。当底物分子结合主活性位点时，Tyr-248的酚羟基与配体末端羧酸盐形成氢键；对于较长肽链底物，酪氨酸还会与肽键形成第二个氢键。这种结合模式强化了酶与配体（无论是底物还是抑制剂）的相互作用，为丹尼尔·科什兰提出的"诱导契合"假说提供了首个实证依据。
S1亚位点是CPA的催化中心，锌离子与Glu-72、His-69和His-196残基配位。活性中心沟槽被一个平面分割，Glu-270和Arg-127分别位于锌-水配合物的两侧。底物结合前，Glu-72以双齿配位形式结合锌离子；底物结合后转为单齿配位，导致锌离子无法直接使配位水去质子化生成羟基亲核试剂。

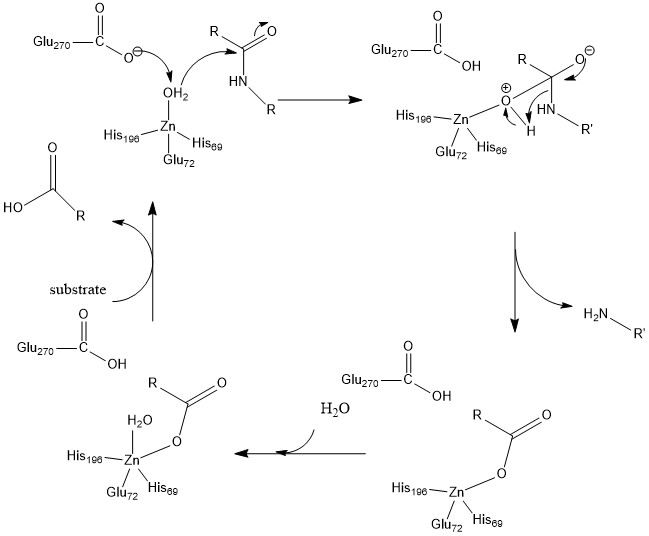
图2. CPA催化的配位水介导的蛋白水解

图2显示Glu-270和Arg-127在催化中的关键作用：Arg-127稳定底物与苯丙氨酸氨基结合的羰基，同时锌离子配位水被Glu-270去质子化后攻击该羰基，形成氧负离子中间体。Glu-270与带电产物间的静电排斥最终促使产物释放。
最新计算研究表明，虽然催化机制类似，但区别在于去质子化水分子直接攻击羰基碳（而非如图2所示保持羟基与锌配位），完成蛋白水解后水分子重新进入活性中心与锌配位。
1934年的动力学实验首次发现：底物结合要求水解肽段必须毗邻游离羟基末端；当C端残基为支链脂肪族或芳香族时水解速率提升；但游离氨基的二肽底物水解缓慢，该效应可通过N-酰化封闭氨基避免。
Rees团队通过酶-配体复合物研究明确了锌离子的作用：游离酶中锌配位数为五（与两个咪唑Nδ1氮、Glu-72的两个羧基氧及水分子形成扭曲四面体）；结合二肽甘氨酰-L-酪氨酸后，配位数可变为六（二肽的氨基氮和羰基氧取代水配体）或五（当氨基氮占据Glu-270附近第二位点时）。电子密度图证实两种状态均自然存在。
目前提出两种催化机制：①涉及Glu-270共价酰基酶中间体的亲核途径（但Suh团队分离的酰基中间体缺乏捕获实验验证）；②由锌离子启动、Glu-270协助的促进水分子攻击机制。